# (16007) Kaasalainen
(16007) Kaasalainen (1999 BC11) – planetoida z pasa głównego asteroid okrążająca Słońce w ciągu 3,52 lat w średniej odległości 2,31 j.a. Odkryta 20 stycznia 1999 roku.